# Karabin maszynowy wz. 36
Karabin maszynowy wz. 36 – polski stały lotniczy karabin maszynowy kalibru 7,92 mm z lat 30. XX wieku, będący rozwinięciem karabinu maszynowego wz. 33. W latach 1938–1939 wyprodukowano 469 egzemplarzy tej broni, które trafiły na uzbrojenie budowanych dla lotnictwa bułgarskiego samolotów bombowych PZL.43 i samolotów obserwacyjnych LWS-3 Mewa, a także prototypów PZL.38 Wilk, PZL.50 Jastrząb, PZL P.11g Kobuz, PZL.46 Sum i PWS-33 Wyżeł.

## Historia
Powstanie na początku lat. 30 rodzimej konstrukcji lotniczego karabinu maszynowego pilota, jakim był karabin maszynowy wz. 33 nie zahamowało prac konstruktorów Fabryki Karabinów w Warszawie nad ulepszeniem tego udanego modelu. Celem zaproponowanych przez Kierownictwo Zaopatrzenia Uzbrojenia i Dowództwo Lotnictwa zmian było dalsze zwiększenie szybkostrzelności broni oraz przystosowanie jej do obustronnego podawania amunicji. Nowy karabin maszynowy został skonstruowany przez Biuro Studiów Fabryki Karabinów we współpracy z Instytutem Technicznym Uzbrojenia w latach 1935–1936 pod początkowym oznaczeniem wz. 34, zmienionym następnie na wz. 36. Dzięki wprowadzeniu możliwości obustronnego podawania naboi karabin maszynowy wz. 36 mógł być także używany jako ruchomy km obserwatora, także w wersji sprzężonej. W stosunku do poprzednika uległa też obniżeniu masa broni.
Po pomyślnie przeprowadzonych próbach w 1938 roku wyprodukowano 300 sztuk i do maja 1939 roku jeszcze 169 egzemplarzy, co daje łącznie 469 sztuk. W 1939 roku przeprowadzono próby porównawcze luf do karabinu maszynowego wz. 36: wykonanych z surówki węglowej o takim samym składzie co lufy do ciężkiego karabinu maszynowego wz. 30 i wykonanych z wolframu.

## Użycie
Karabiny maszynowe wz. 36 stanowiły uzbrojenie budowanych od 1938 roku na zamówienie lotnictwa bułgarskiego lekkich samolotów bombowych PZL.43A. Broń ta montowana była na PZL.43A w dwóch wersjach: jako stałe, współpracujące z synchronizatorami Motolux JS-3 pod oznaczeniem PWU wz. 36B i ruchome, oznaczone PWU wz. 36R (pomimo tego że dedykowanym ruchomym karabinem dla pokładowych stanowisk strzeleckich był karabin maszynowy wz. 37). Ogółem do 28 czerwca 1939 roku dostarczono do Bułgarii 188 egzemplarzy karabinów maszynowych wz. 36, 47 zestawów części zapasowych i 2 250 000 sztuk amunicji na łączną kwotę około 1 000 000 złotych.
Karabiny maszynowe wz. 36 trafiły też do uzbrojenia nowych polskich konstrukcji lotniczych z końca lat 30.: samolotów obserwacyjnych LWS-3 Mewa oraz prototypów samolotów myśliwskich PZL.38 Wilk, PZL.50 Jastrząb i PZL P.11g Kobuz, samolotów rozpoznawczo-bombowych PZL.46 Sum i samolotu szkolnego PWS-33 Wyżeł. W broń tę zamierzano także wyposażyć projektowane samoloty myśliwskie PZL.45 Sokół, PZL.48 Lampart, PZL.54 Ryś, PZL.55, RWD-25 i PWS-42.
W kampanii wrześniowej w 1939 roku wzięła udział niewielka liczba samolotów uzbrojonych w karabiny maszynowe wz. 36. Na wyposażenie polskiego lotnictwa weszły już po wybuchu wojny cztery samoloty LWS-3 Mewa z pierwszej serii liczącej 30 maszyn. W działaniach wojennych wzięły też udział cztery samoloty PZL.43A niewysłane do Bułgarii, które trafiły jako uzupełnienie do 41. Eskadry Rozpoznawczej. Dwa z nich użyto bojowo, z czego jeden został zestrzelony koło Warszawy. Największy sukces stał się udziałem prototypu PZL P.11g Kobuz, za którego sterami por. pil. Henryk Szczęsny w dniach 14 i 15 września zestrzelił w rejonie stacji Peresepa koło Kowla dwa niemieckie bombowce.

## Opis konstrukcji
Karabin maszynowy wz. 36 był bronią automatyczną kalibru 7,92 mm, działającą na zasadzie wykorzystania krótkiego odrzutu lufy, z zamkiem ryglowanym klinowo. Karabin składał się z następujących części: komory zamkowej, pokrywy komory zamkowej, osłony lufy, odrzutnika, tylca, donośnika, lufy, suwadła, zamka, urządzenia powrotnego zamka i mechanizmu spustowego. Wygląd zewnętrzny i układ części wewnętrznych był bardzo podobny do karabinu maszynowego wz. 33, z tym że zmieniono kurek, trzon zamkowy, przednie wodzidło podajnika i zespół przesuwaka, a pokrywa komory zamkowej otwierała się do tyłu. Długość broni wynosiła 1000 mm, zaś długość lufy 605 mm. Prędkość początkowa pocisku wynosiła 825 m/s, zaś szybkostrzelność teoretyczna 1200 strz./min. Broń zasilana była z prawej lub lewej strony z metalowej taśmy ogniwkowej mieszczącej 100 naboi. Do karabinów stosowano specjalną amunicję lotniczą 7,92 × 57 mm, o wyższej jakości, charakteryzującą się większą równomiernością spalania masy zapałowej spłonki  i prochu, co umożliwiało synchronizację broni. Amunicja lotnicza produkowana była z pociskami zwykłymi, przeciwpancernymi, przeciwpancerno-świetlnymi i zapalającymi, oznaczanymi odpowiednio S lot., P. lot., PS lot. i Z lot.